# Abchazisch-Adygese talen
De Abchazisch-Adygese talen of Noordwest-Kaukasische talen vormen een kleine groep autochtone talen uit de Kaukasus, die waarschijnlijk verwant zijn aan de Noordoost-Kaukasische of Nach-Dagestaanse talen (Noord-Kaukasische talen), maar niet aan de Zuid-Kaukasische talen.
De familie valt uiteen in twee (of drie) groepen:
- Een Abchazisch-Abazijnse groep - Met het Abchazisch en het nauw verwante Abazijns.
- Een Circassische groep - Een Oost-Circassische variant, genaamd het Kabardijns, gesproken door de Kabardijnen en de Tsjerkessen en een West-Circassische variant, genaamd het Adygees, ook wel het Circassisch genoemd, door de Adygeeërs.
- Het in 1992 uitgestorven Oebychs nam waarschijnlijk een tussenpositie in, maar stond dichter bij het Abchazisch.

Het Adygees, het Kabardijns en het Abazijns worden in Rusland gesproken, het Abchazisch in Georgië (autonome republiek Abchazië). Bovendien zijn er omvangrijke emigrantengemeenschappen, vooral in Turkije.
Karakteristiek voor deze talen is het zeer grote aantal (tot circa 80) consonantfonemen, waar een extreem klein (tot twee) aantal vocalen tegenover staat. Zoals gebruikelijk bij de Kaukasische talen zijn de Abchazisch-Adygese talen ergatieftalen: ze hebben een systeem waarbij het onderwerp van een transitief werkwoord in de ergatief staat, terwijl het lijdend voorwerp van een transitief werkwoord evenals het onderwerp van een intransitief werkwoord in de absolutief staan. Voor het overige zijn de Abchazisch-Adygese talen arm aan naamvallen.